# Пильсбери, Гарри
Га́рри Не́льсон Пи́льсбери (Пилсбери) (англ. Harry Nelson Pillsbury; 5 декабря 1872, Сомервилл, Массачусетс, США — 17 июня 1906, Филадельфия) — американский шахматист и шахматный теоретик. Был одним из сильнейших шахматистов в конце XIX — начале XX веков.

## Биография
Научился играть в шахматы только в 16 лет. В 1895 впервые принял участие в большом шахматном турнире — международном турнире в Гастингсе, где взял 1-й приз, опередив величайших мастеров своего времени — Чигорина, Эм. Ласкера, Тарраша, Стейница и др.
В том же году Пильсбери принял участие в турнире в Санкт-Петербурге, где из-за начавшейся болезни занял только третье место из четырёх участников. Однако в этом турнире ему удалось дважды победить чемпиона мира Эмануила Ласкера. Этот успех ввел Пильсбери в число членов символического клуба Михаила Чигорина. В настоящее время шахматисты, которым удалось дважды побеждать чемпиона мира в одном соревновании объединены в символический клуб Гарри Пильсбери.
Хотя во всех последующих турнирах Пильсбери считался одним из наиболее вероятных претендентов на победу, его первый успех так и остался самым значительным его достижением. Лишь однажды ему удалось снова занять первое место в международном турнире (Мюнхен, 1900), но и в этом случае он разделил первый приз с Шлехтером. При этом он до конца жизни оставался чемпионом США.
Был большим мастером игры «вслепую», давал сеансы одновременной игры на большом количестве досок. Рекордом был сеанс игры против сильных московских шахматистов на 22 досках в 1902 году, который закончился победой Пильсбери со счётом +17,-1,=4.
В последние годы жизни игра Пильсбери значительно ослабла под влиянием тяжёлой болезни (сифилис), которую он сильно запустил, стесняясь обращаться к врачам.
… Его успех изумителен, тем более, что он в первый раз принимал участие в большом турнире. Пильсбери — гениальный шахматист, и игра его полна глубоких идей... Несомненно, он всегда займёт, если не первое, то обязательно почётное место среди гроссмейстеров нашей прекрасной игры.
З. Тарраш. в 1895 году

## Спортивные результаты
| Год         | Город            | Соревнование                                          | +  | − | = | Результат | Место |
| ----------- | ---------------- | ----------------------------------------------------- | -- | - | - | --------- | ----- |
| 1892        | Бостон           | Матч с Э. Дрезелем                                    | 4  | 1 | 0 | 4 : 1     |       |
| 1893        | Нью-Йорк         | Турнир Манхэттенского шахматного клуба                | 6  | 1 | 2 | 7 из 9    | 1     |
|             | Нью-Йорк         | Международный турнир                                  | 7  | 6 | 0 | 7 из 13   | 7     |
| 1894        | Нью-Йорк         | Международный турнир                                  | 4  | 4 | 2 | 5 из 10   | 5—6   |
|             | Баффало          | Турнир мастеров (двухкруговой)                        | 3  | 2 | 1 | 3½ из 6   | 2     |
| 1895        | Гастингс         | Международный турнир                                  | 15 | 3 | 3 | 16½ из 21 | 1     |
| 1895 / 1896 | Петербург        | Международный турнир (шестикруговой)                  | 5  | 7 | 6 | 8 из 18   | 3     |
| 1896        | Нюрнберг         | Международный турнир                                  | 10 | 4 | 4 | 12 из 18  | 3—4   |
|             | Будапешт         | Международный турнир                                  | 6  | 3 | 3 | 7½ из 12  | 3     |
|             | Вена             | Матч с Б. Энглишем                                    | 0  | 0 | 5 | 2½ : 2½   |       |
|             |                  | Матч Англия — США по телеграфу (против Дж. Блэкберна) | 0  | 1 | 0 | 0 из 1    |       |
| 1897        | Нью-Йорк         | Матч штат Нью-Йорк — Пенсильвания                     | 4  | 0 | 1 | 4½ из 5   |       |
|             | Нью-Йорк         | Матч с Дж. Шовальтером                                | 10 | 8 | 3 | 11½ : 9½  |       |
|             |                  | Матч Англия — США по телеграфу (против Дж. Блэкберна) | 0  | 1 | 1 | ½ из 2    |       |
| 1898        | Вена             | Международный турнир                                  | 24 | 5 | 7 | 27½ из 36 | 1—2   |
|             |                  | Дополнительный матч с З. Таррашем                     | 1  | 2 | 1 | 1½ : 2½   |       |
|             | Нью-Йорк         | Матч с Дж. Шовальтером                                | 7  | 3 | 2 | 8 : 4     |       |
|             |                  | Матч Англия — США по телеграфу (против Дж. Блэкберна) | 0  | 0 | 1 | ½ из 1    |       |
| 1899        | Лондон           | Международный турнир                                  | 15 | 5 | 8 | 19 из 28  | 2—4   |
|             | Сент-Луис        | Матч с М. Джаддом                                     | 4  | 1 | 0 | 4 : 1     |       |
| 1900        | Париж            | Международный турнир                                  | 12 | 3 | 1 | 12½ из 16 | 2     |
|             | Аугсбург         | Показательная партия с Эм. Ласкером                   | 1  | 0 | 0 | 1 из 1    |       |
|             | Мюнхен           | 12-й конгресс Германского шахматного союза            | 9  | 0 | 6 | 12 из 15  | 1—3   |
| 1901        | Баффало          | Турнир американских мастеров                          | 8  | 0 | 2 | 9 из 10   | 1     |
|             |                  | Матч Англия — США по телеграфу (против Дж. Блэкберна) | 1  | 0 | 0 | 1 из 1    |       |
| 1902        | Монте-Карло      | Международный турнир                                  | 12 | 4 | 5 | 14½ из 21 | 2     |
|             | Ганновер         | 13-й конгресс Германского шахматного союза            | 10 | 3 | 4 | 12 из 17  | 2     |
| 1903        | Монте-Карло      | Международный турнир                                  | 14 | 3 | 9 | 18½ из 26 | 3     |
|             | Вена             | Тематический гамбитный турнир                         | 6  | 4 | 8 | 10 из 18  | 4     |
|             |                  | Матч Англия — США по телеграфу (против Т. Лоуренса)   | 0  | 0 | 1 | ½ из 1    |       |
| 1904        | Кембридж-Спрингс | Международный турнир                                  | 4  | 5 | 6 | 7 из 15   | 8—9   |